# Фицджеральд, Джеймс, 8-й граф Десмонд
Джеймс Фицджеральд, 8-й граф Десмонд (англ. James FitzGerald, 8th Earl of Desmond, 1459 — 7 декабря 1487, Раткил) — англо-ирландский аристократ, 8-й граф Десмонд (1468—1487).

## Биография

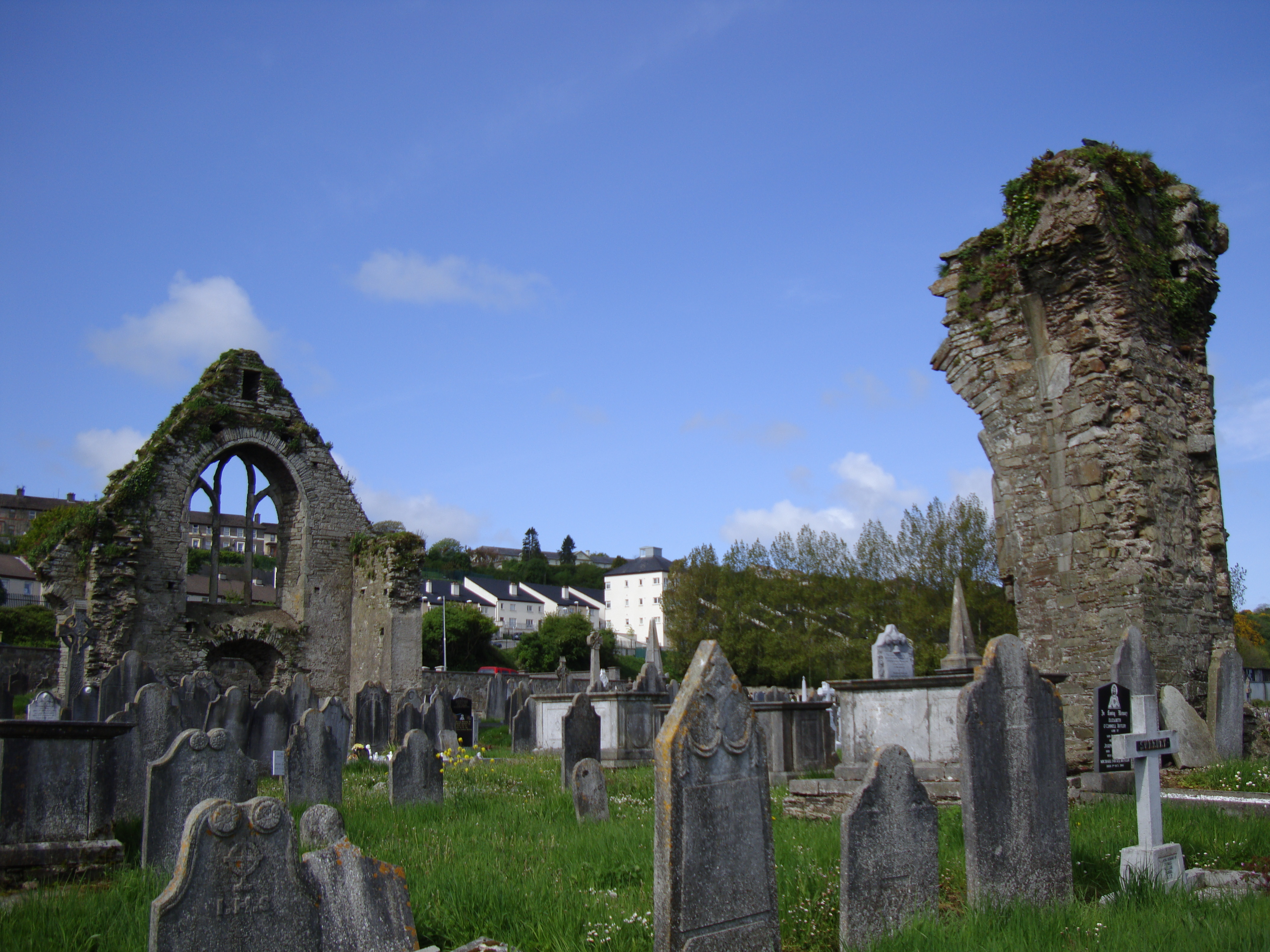
Северное аббатство в Йоле

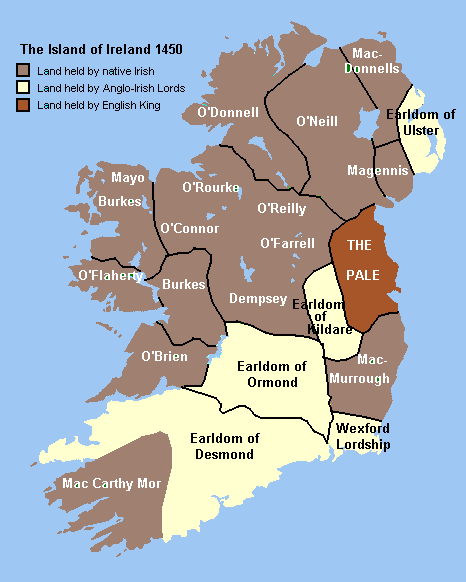
Карта Ирландии 1450 года, где на юго-западе острова показано графство Десмонд

Представитель англо-нормандского рода Фицджеральдов (линия Десмондов). Старший сын Томаса Фицджеральда, 7-го графа Десмонда (1426—1468), и Эллис де Барри, дочери Уильяма де Барри, 8-го барона Барри, и Эллен де ла Рош.
В феврале 1468 года после казни своего отца Джеймс Фицджеральд унаследовал титул и владения графов Десмонд. Казнь 7-го графа Десмнода вызвала немедленную и бурную реакцию. Старшие сыновья сыновья графа собрали войско, чтобы отомстить за убийство своего отца. Король Англии Эдуард IV увещевал нового графа Десмонда письмами и обещал ему и его братьям своё прощение, если они сложат оружие, что они и сделали.
Король Англии Эдуард IV почувствовал необходимость загладить вину перед семьей казненного графа Десмонда. Признав Джеймса в качестве нового графа Десмонда и преемника отца, король пожаловал ему графство Керри с городом Дангарван. Также Джеймс Фицджеральд и его преемники получили от королевской власти также крупную привилегию: свободу выбора по вопросу личной явки к лорду-депутату или на совет в Ирландии, а вместо этого присылать своего представителя.
8-й граф Десмонд придерживался ирландских обычаев и порядков. Он был убит в Раткиле 7 декабря 1487 года в возрасте 28 лет своим слугой Джоном Муртагом, который действовал по наущению его младшего брата Джона. Джеймс Фицтомас Фицджеральд был похоронен в Йоле.

## Брак
Джеймс Фицджеральд, 8-й граф Десмнод, был женат на Маргарет, дочери Тади О’Брайена, принца Томонда. Его сестра Кэтрин Фицджеральд (ок. 1452—1506) вышла замуж за ирландского аристократа Фингина Маккарти Рейга (ум. 1505), 8-го принца Карбери (1477—1505).